# Válka první koalice
Válka první koalice byla prvním pokusem evropských monarchií porazit revoluční Francii. Trvala mezi roky 1792 a 1797. Francie vyhlásila 20. dubna 1792 tzv. preventivní válku Habsburské monarchii, Prusko se na stranu Habsburků přidalo o několik týdnů později. Válka byla pro Francouze zpočátku neúspěšná, zejména kvůli chybějícímu výcviku a slabé organizovanosti vojska. Na rozdíl od perfektně vycvičených a vyzbrojených stálých armád protivníka však bojovali s nadšením, což se později projevilo jako jeden z rozhodujících faktorů. Klíčová byla role dobrovolníků, mobilizovaných např. Marseillaisou, pozdější francouzskou hymnou.
Vzhledem k stále se zhoršující vojenské situaci na východě země byl v noci z 9. na 10. srpna roku 1792 odstaven od vlády král Ludvík XVI. V následných volbách do Národního konventu zvítězili girondisté v čele s Dantonem, kteří převzali vládu nad celou zemí.
Po svržení krále uspíšila pruská vojska přípravy na definitivní porážku Francie, po počátečních úspěších však bylo vojsko Karla Viléma Ferdinanda, knížete brunšvického, poraženo 20. září 1792 v bitvě u Valmy. Ihned následující den byl definitivně sesazen král a vyhlášena republika. O devět dní později zahájila prusko-habsburská vojska ústup z Francie.
V roce 1795 zaznamenala Francie velké úspěchy v podobě zisku Batávské republiky (nynější Nizozemsko), zatlačení Španělů zpět za Pyreneje či vítězství při obléhání Toulonu proti Britům. U Toulonu si vysloužil povýšení do hodnosti brigádního generála Napoleon Bonaparte, který obléhání vedl.
Válka byla ukončena drtivým Napoleonovým tažením v severní Itálii proti Rakousku, kde Francie vyhrála bitvy u Lodi, Rivoli, Milána či Castiglione. Ve světle volné cesty Francouzů na Vídeň požádal 7. dubna 1797 císař František I. o uzavření separátního míru s Francií. Dne 17. října roku 1797 byl mezi oběma zeměmi uzavřen mír v Campo Formio, jenž znamenal velké územní ztráty pro Rakousko.